# Codex Mutinensis
Codex Mutinensis (Gregory-Aland no. Ha o 014) è un manoscritto membranaceo in greco onciale (cioè maiuscolo) datato tra il IX secolo. Originariamente conteneva l'intero Atti degli Apostoli. Comprende attualmente un totale di 43 fogli. Le pagine misurano 33 x 23 cm. Ciò che rimane è costituito da frammenti (1,1-5,28; 9,39-10,19; 13,36-14,3; 27,4-28,31).
La provenienza del manoscritto è ignota.
Il codice è conservato presso la Biblioteca Estense universitaria di Modena (Gr. 196) a Modena.